# Ata Teaotai
Ata Teotai (ur. ?) – polityk z Kiribati.
Pełnił funkcję tymczasowego prezydent Kiribati jako szef Rady Stanu od 28 maja do 1 października 1994 roku, kiedy to kadencję zakończył Teatao Teannaki, a ze stanowiska tymczasowego prezydenta ustąpił Tekiree Tamuera. Był członkiem delegacji, która w 1978 negocjowała traktat niepodległościowy z Wielką Brytanią.